# Un'occasione per dirti che ti amo
Un'occasione per dirti che ti amo è il settimo album in studio di Fred Bongusto, pubblicato nel 1971.

## Tracce
1. Cuore, cosa fai (Luciano Beretta, Stelvio Cipriani)
2. Poveri ragazzi (Fred Bongusto)
3. Moon (Fred Bongusto)
4. Autumn in Rome (Cicognini, Weston, Cahn)
5. Un'occasione per dirti che ti amo (Dino Sarti, Sergio Censi)
6. Se ti innamorerai (Locatelli, Franco Migliacci)
7. La mia via (My way) (Lo Vecchio, Claude François, Thibault, Revaux)
8. L'amore è una cosa meravigliosa (Davilli, P. F. Webster, S. Fain)
9. Frida (Fred Bongusto)
10. Se tu non fossi così bella (Locatelli, Pallavicini)
11. Tranquillità (The Foll on the Hill) (testo: Bruno Lauzi – musica: John Lennon e Paul McCartney)
12. La mia vita non ha domani (M'Insegni Tutto dell'Amore) (F. Chiaravalle, F. De Paolis, Luciano Beretta)
13. Dind't We (Jimmy Webb)
14. Spaghetti a Detroit (Franco Migliacci, Fred Bongusto)